# Szallurtu
Szallurtu (akad. Šallurtu, w transliteracji z pisma klinowego zapisywane ša-lu-ur-tum) – mezopotamska królowa, małżonka Sin-kaszida, króla Uruk (XIX w. p.n.e.), córka Sumu-la-Ela, króla Babilonu (ok. 1880–1845 p.n.e.).
W trakcie wykopalisk w Uruk, prowadzonych na terenie istniejącego tam w starożytności pałacu króla Sin-kaszida, odnaleziono trzy gliniane odciski pieczęci cylindrycznej należącej do Szallurtum. Na pieczęci tej umieszczona była następująca inskrypcja klinowa: „Szallurtum, córka Sumu-la-Ela, króla, małżonka Sin-kaszida, króla, jego ukochana”. Małżeństwo Szallurtum z Sin-kaszidem jest jednym z przykładów małżeństw dyplomatycznych zawieranych w Mezopotamii w tym okresie.